# Пролетарське водосховище
Пролетарське водосховище (рос. Пролетарское водохранилище) — водосховище у Маницький западині.
Створене в 1950 році. Водосховище утворено затопленням і з'єднанням між собою низки озер Маничу, в тому числі озера Манич-Гудило
Безпосередньо вище гирла р. Великий Єгорлик розташована Ново-Маницька дамба, що розділяє Пролетарське водосховище на західний і східний відсіки:

## Східний відсік
Східний відсік — створено для збереження морфометричних характеристик озера Манич-Гудило.
Озеро Манич-Гудило — найбільша водойма каскаду, має параметри:
- Довжина 130 км
- Середня ширина близько 6 км.
- Сточище його 10200 км², а з урахуванням безстічних областей і р.Калаус — 22400 км².

Стік р.. Калаус (середній багаторічний 116 млн м³) повністю потрапляє в озеро Манич-Гудило після спорудження глухої греблі на тальвегу Кумо-Маницької западини. Річки Калаус і Джалга є приймачами великих обсягів колекторно-дренажних і скидних вод зрошувальних систем Ставропольського краю та Ростовської області. Частина кубанської прісної води надходить в озеро по р. Великий Єгорлик і р. Калаус. Це призвело до формування у західній та східній частинах озера великих розпріснених акваторій. У центральній частині озера збереглися особливості водно-сольового режиму реліктової водойми;

## Західний відсік
Західний відсік Пролетарського водосховища за своїми розмірами найменший у каскаді. Довжина його близько 19 км. Він займає командне положення над всім каскадом і через відсік проходить більша частина приточних вод. Із західного відсіку у Веселовське водосховище вода надходить через донний водовипуск і судноплавний шлюз. Надходження води із західного відсіку у східний (оз. Манич-Гудило) наприкінці ХХ сторіччя припинено, хоча технічні можливості для цього є.
Західний відсік використовується для цілей зрошення, судноплавства і рибного господарства.